# 陳美濤
陳美濤（英語：Tomato Chan；1995年7月28日—），香港大學中國歷史系博士，2024年亞洲小姐三料冠軍，為香港選美史上，奪冠時學歷最高的佳麗。
她是香港青年作家，著作為《明朝穿越指南》、《笑傲任我行—細看金庸學做人》等十二本書籍。

她在Youtube開設「口述武俠」頻道，介紹金庸、古龍等武俠小說，累積超過420萬瀏覽量，被南華早報稱為「以現代媒介推動中國歷史與文化的小說家」，並以香港作家身份，入選福布斯亞洲「30位30歲以下精英」榜，及2025年「全港時尚專業女性」

## 生活
陳美濤早年就讀上水宣道小學。她有一個哥哥叫陳振濤。

2022年，陳美濤代表香港參與Miss Grand International萬國小姐，因其簡單的生活，被網民稱為「Miss Simple」，在全球70個國家的佳麗中，最終公眾支持度排名第九。

2023年，陳美濤成為全球六大國際選美中的Miss Grand International和Miss Supranational的香港地區總監，選拔香港代表參與國際選美。同年，陳美濤於香港大學中文學院獲得哲學博士學位，論文題目為〈從出土墓誌看宋代婦女的生活〉，指導教授為該院陳永明博士。

2024年，陳美濤獲邀為巴黎時裝周的走秀模特兒，參加2024年亞洲小姐(香港賽區)，獲得冠軍、親善大使及最佳口才獎。

2025年，陳美濤以香港作家身份，入選福布斯亞洲「30位30歲以下精英」榜，及「全港時尚專業女性」。

## 小說創作
19歲出版第一本個人小說，同時參與《女生情事宣言》的創作。
| 書名                       | 出版時間  | 類型             |
| -------------------------- | --------- | ---------------- |
| 港女九陰真經vs女神孫子兵法 | 2015年7月 | 愛情小說         |
| 無緣化蝶                   | 2016年    | 武俠小說         |
| 殺妻十七                   | 2017年    | 武俠小說         |
| 買樓結婚超能力             | 2018年    | 短篇小說集       |
| 寓言地府動物園             | 2019年    | 短篇小說集       |
| 筍工重生高科技             | 2020年    | 短篇小說集       |
| 真實虛擬一鏡過             | 2021年    | 短篇小說集       |
| 真情假情表錯情             | 2022年    | 短篇小說集       |
| 旺丁旺財旺煩惱             | 2023年    | 短篇小說集       |
| 笑傲任我行—細看金庸學做人  | 2024年    | 金庸小說評論書籍 |
| 宋朝穿越指南               | 2024年    | 歷史書籍         |
| 明朝穿越指南               | 2025年    | 歷史書籍         |

| 前任： 陳美儀 | 亞洲小姐競選冠軍 2024年 | 繼任： ' |

## 外部連結
- 陳美濤youtube首頁 （页面存档备份，存于）